# Lord-Howe-Großohrfledermaus
Die Lord-Howe-Großohrfledermaus (Nyctophilus howensis) ist eine höchstwahrscheinlich ausgestorbene Fledermausart aus der Gattung der Australischen Langohrfledermäuse (Nyctophilus) in der Familie der Glattnasen (Vespertilionidae). Die Art war auf der Lord-Howe-Insel endemisch und ist nur durch einen unvollständigen subfossilen Schädel und möglicherweise durch einen Reisebericht aus dem Jahr 1889 bekannt geworden.

## Merkmale
Der Schädel wurde 1972 vom Paläontologen Gerard Frederick van Tets in einem Felsvorsprung eines kleinen Kraters in der in einem Palmenwald gelegenen Gooseberry Cave in North Head, Lord-Howe-Insel, zu Tage gefördert. Die Schädellänge beträgt 23,2 mm, die geschätzte Kopf-Rumpf-Länge ungefähr 80 mm und die geschätzte Unterarmlänge ungefähr 50 mm. Eine Altersbestimmung des Schädels durch die Chemieabteilung der University of Queensland, lässt auf ein Alter zwischen 50 und 100 Jahre schließen.

## Status
Neben dem gefundenen Schädel könnte sich möglicherweise ein Reisebericht aus dem Jahr 1889 auf diese Art beziehen. Der englische Paläontologe Robert Etheridge, jr. (1846–1920) bemerkte in seinen Aufzeichnungen:

„The only indigenous lower mammals existing on Lord Howe are bats, but even these are not plentiful. A single specimen of Scotophilus morio, similar to those obtained by Morton was shot by Mr. Unwin, and a larger species was occasionally seen.“

„Die einzigen endemischen kleineren Säugetiere, die auf der Lord-Howe-Insel existieren, sind Fledermäuse, aber selbst sie sind nicht häufig. Ein einzelnes Exemplar von Scotophilus morio, ähnlich denen, die Morton erhielt, wurde von Mr. Unwin geschossen, und eine größere Art wurde gelegentlich gesehen.“

Vermutlich starb die Lord-Howe-Großohrfledermaus nach 1918 aus, als nach der Strandung der Makambo die Lord-Howe-Insel von Ratten überrannt wurde und mehrere endemische Tierarten (darunter fünf Vogelarten) innerhalb kurzer Zeit ausgerottet wurden. Bei späteren Suchexpeditionen konnte kein Exemplar der Lord-Howe-Großohrfledermaus mehr nachgewiesen werden.